# Bivouac Eccles
Le bivouac Eccles, également bivouac Giuseppe Lampugnani, est un refuge-bivouac non gardé du versant italien du massif du Mont-Blanc, à 3 852 m d'altitude, sur l'arête sud-ouest du pic Eccles (4 041 m).

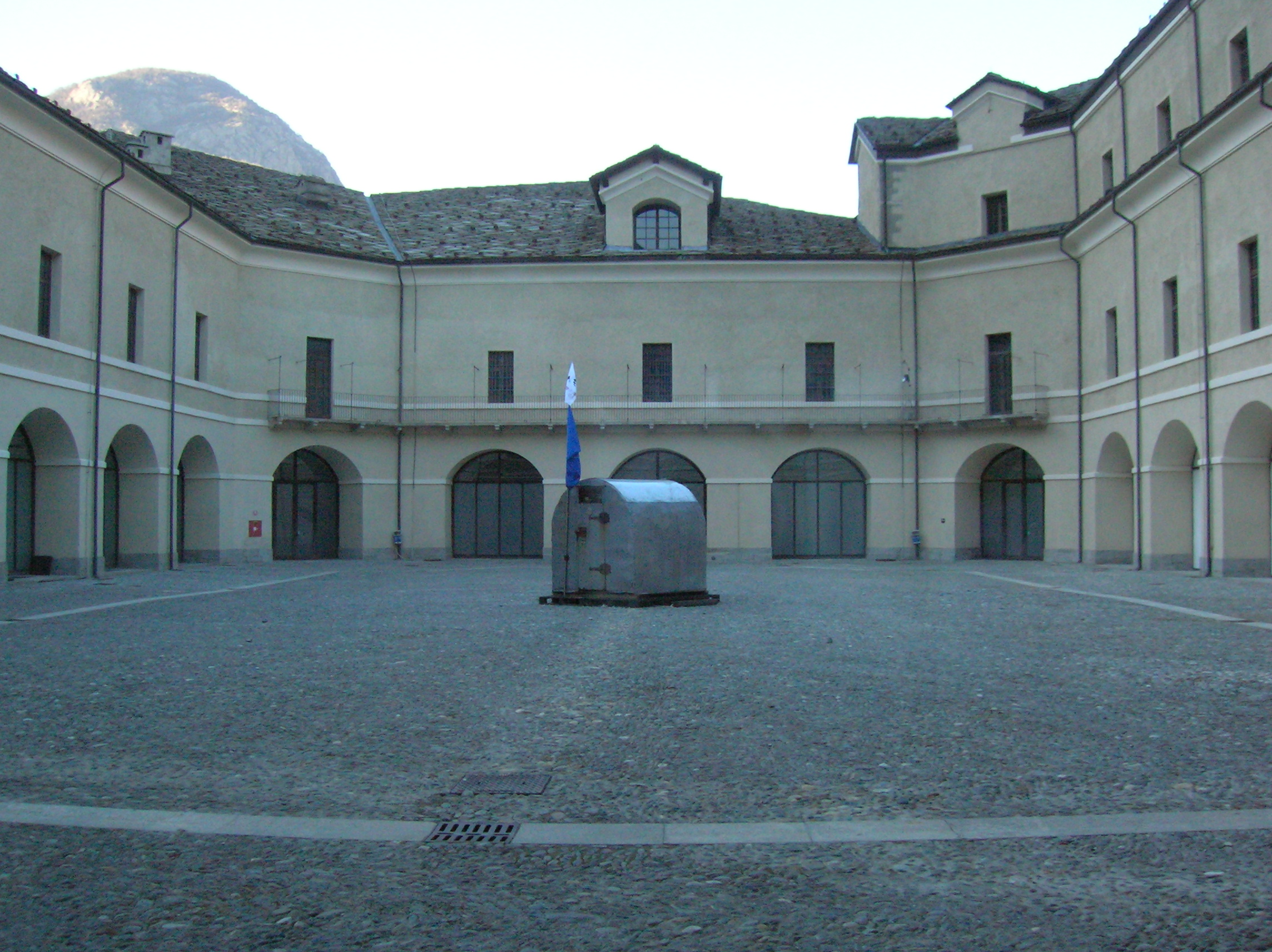
Au centre de la cour du fort de Bard, l'ancien bivouac Lampugnani

Propriété du groupe occidental du Club alpin académique italien (CAAI), il a été construit pour la première fois en 1939, et détruit en 1952 par l'explosion d'un réchaud à essence, et reconstruit en 1958 un peu plus bas. Il a été nommé en l'honneur de l'alpiniste Giuseppe Lampugnani (1877-1940), un des fondateurs du CAAI. Un second bivouac, de neuf places, appelé Bivacco Marco Crippa, a été installé en 1980, un peu plus bas, par la société des guides de Courmayeur. En 2011, le bivouac Lampugnani a à nouveau été remplacé par un nouveau bivouac, à une position plus stable. L'ancien bivouac a été transporté par hélicoptère et est maintenant exposé dans la cour du musée des Alpes du fort de Bard. Le nouveau bivouac est maintenant baptisé Bivacco Giuseppe Lampugnani – Giancarlo Grassi, en l'honneur de l'alpiniste italien Gian Carlo Grassi (1946-1991).
Il s'atteint en six heures depuis le refuge Monzino en passant par le glacier du Brouillard. Il sert de point de départ pour la face sud du mont-Blanc : arêtes de l'Innomée et du Brouillard, versants du Brouillard et du Frêney.